# Maurice Lakière
Maurice Lakière est un footballeur français né le 21 mai 1933 à Armentières (Nord). Il joue la plus grande partie de sa carrière au Club olympique Roubaix-Tourcoing, en première puis en deuxième division. À l'issue de sa carrière de joueur, il rejoint le Club sportif de Thonon où il reste trente ans, d'abord entraîneur de l'équipe première, puis formateur.

## Biographie

### Joueur
Maurice Lakière découvre le football à Armentières, ville où il est né, dans le club de la Jeunesse athlétique armentiéroise où il joue jusqu'en 1953. Il rejoint ensuite le Club olympique Roubaix-Tourcoing en tant que « stagiaire professionnel ». Il fait quelques apparitions en championnat et en Coupe de France. L'équipe évolue alors en première division mais subit la relégation en 1955 avec une dernière place au classement.
En 1956, Maurice Lakière rejoint le Football Club dieppois, emmené par Émilien Méresse, qui vient de se promouvoir en championnat de France amateur. L'équipe parvient facilement à se maintenir (8e en 1957 et 3e en 1958) et remporte la Coupe de Normandie en 1957. À cette époque, il honore cinq sélections avec l'équipe de Normandie (sélection non officielle de joueurs normands ou évoluant en Normandie).
Il fait son retour au CORT en 1958 en signant son premier contrat professionnel. Il reste au club jusqu'en 1962, faisant partie des différentes équipes se battant pour le maintien du club en deuxième division, malgré des difficultés financières de plus en plus grandes. Pour les historiens spécialistes du club, Maurice Lakière fait partie des « grands joueurs » du CO Roubaix-Tourcoing.
Enfin, en 1962 Maurice Lakière rejoint le Royal Courtrai Sport qui évolue en championnat de Belgique de deuxième division, avant d'arrêter sa carrière en 1965.

### Entraîneur et formateur
À la fin de sa carrière de joueur en 1965, Maurice Lakière rejoint la Haute-Savoie et le Club sportif de Thonon. Il y occupe d'abord le poste d'entraîneur de l'équipe première qui vient d'être reléguée au niveau district. Sous ses ordres, le club remporte le championnat départemental de « Promotion de District » et remonte ainsi en « Promotion de Ligue ». Après avoir fini quatrième de Promotion de Ligue en 1966 puis troisième en 1967, l'équipe monte deux ans plus tard en « Promotion d'Honneur » (deuxième division régionale apparue en 1963 entre « Promotion de Ligue » et « Division d'Honneur »). En « Promotion d'Honneur », l'équipe se maintient facilement (4e en 1968 et 1969, 6e en 1970) et va même, au bout de 4 saisons, remporter le championnat et se promouvoir ainsi en DH en 1971. L'ancien joueur professionnel français Jacky Veggia est alors engagé pour entraîner l'équipe, Maurice Lakière va maintenant s'occuper de la formation des jeunes.
En tant que formateur, son travail au sein du club thononais est notamment salué par toute une génération de joueurs chablaisiens, qu'il a éduqués et qui participent par la suite à l'aventure du club de la DH jusqu'aux portes de la première division, dans les années 1970 et début 1980. Parmi eux, Claude Alphonse déclare : « Nous étions une bande de copains. Nous avions été formés par Maurice Lakière, à qui nous devons tous beaucoup. ». Il quitte le club en 1997 après une trentaine d'années en tant que « directeur technique » des équipes de jeunes,.